# 戈迪菲·德拉萨莱
戈迪菲·德拉萨莱（法語：Gadifer de La Salle，1340年—1415年）是一位诺曼人血统的法国骑士和十字军军人。他和探险家让·德贝当古一起，为卡斯蒂利亚王国征服并探索了加那利群岛。

## 生平

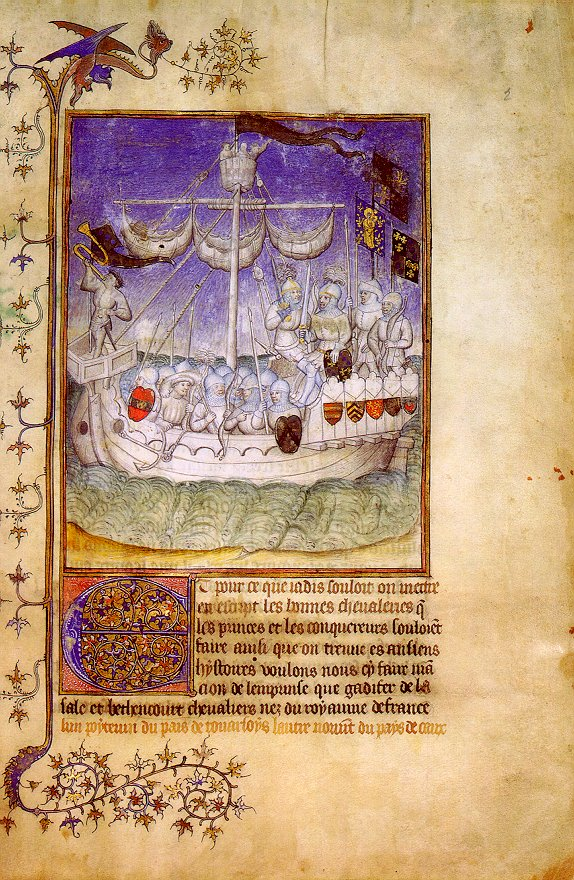
1420年诺曼人远征队中的一只船，摘自《加那利》

戈迪菲·德拉萨莱1340年出生于法国圣拉德贡德（Sainte-Radegonde）。他参加了百年战争（1337-1453），并在这场法国击败英国的战争中立下了赫赫战功而崭露头角。1390年，他出征讨伐突尼斯海盗，在此期间中他与让·德贝当古相识。贝当古向他介绍了远在大西洋上尚无欧洲人征服的加那利群岛，并试图说服他赞助和参加他所准备的加那利群岛征服行动。在得到了征服行动结束后可获得自己领地的保证后，戈迪菲加入了贝当古的远征队，并给予了财力支持。1402年5月1日，船队从法国的拉罗歇尔启航。随行的还有来自圣茹安德-德马尔讷的圣方济各会神父皮埃尔·邦蒂尔（Pierre Bontier）和后来成为富埃特文图拉岛牧师的让·勒韦里耶（Jean le Verrier），他们两人负责记录加那利群岛的征服过程以传后世。

戈迪菲·德拉萨莱的纹章

1402年，他们从当地的原住民关切人酋长那里征服了兰萨罗特岛——加那利群岛最北部的有人居住岛屿。随后，戈迪菲前往群岛其他岛屿进行考察，而贝当古则返回欧洲，到达西班牙的加的斯，以承认卡斯蒂利亚国王为加那利最高统治者为条件，换取西班牙的支援和帮助。此时，戈迪菲和一位留守兰萨罗特岛的军官贝尔丁·德贝尔内瓦尔（Bertín de Berneval）之间爆发了权利冲突。贝尔丁打算放弃征服行动，并带着一些当地的奴隶回到欧洲，他召回了所有的船只，试图将正在南方荒岛洛波斯岛上考察的戈迪菲活活渴死。戈迪菲和他的伙伴们被困整整一周，每天用携带的毛毯收集露水饮用，才得以存活下来，直到一位兰萨罗特岛忠于戈迪菲的士兵偷偷开来一只小船救起了他们（一说被偶然路过的西班牙商船所救）。1403年，贝当古派出的一只补给船先发到达兰萨罗特岛，同时戈迪菲也稳定了岛上的叛乱局面。1404年初，岛上的居民皈依了基督教，随后贝当古也返回了加那利群岛。同年，戈迪菲和贝当古一起建立了新的殖民地城市贝坦库里亚。
后来，根据贝当古和卡斯蒂利亚国王恩里克三世签订的援助合同，贝当古获得了“加那利国王”的头衔，而戈迪菲却一无所获。他对此感到不公，并回到欧洲，向卡斯蒂利亚王室进行抗议，并要求其道歉和赔偿。但最后他的抗议未有任何效果，他只好返回法国。